# Heinrich Angst (conservateur)
Pour les articles homonymes, voir Heinrich Angst et Angst.
Heinrich Angst, né le 18 octobre 1847 à Regensberg dans le canton de Zurich et mort le 15 mai 1922 dans la même commune, est un diplomate suisse et conservateur de musée.

## Biographie
Heinrich Angst est le fils aîné de Rosine Stapfer (1819-1888), la fille de l'enseignant du district et fondateur du "Stapfer Boys 'Institute" à Horgen, et de Johannes Angst (1796- 1882), réviseur comptable, conseiller communal, conseiller de district puis, à partir de 1851, caissier et président de la nouvelle Caisse d'épargne du district.
Heinrich Angst a fait ses études secondaires à Schöfflisdorf puis au lycée de Zurich pendant trois ans. À la suite d'un parcours scolaire brillant, le jeune Angst doit, lors de sa troisième année à l'École polytechnique fédérale de Zurich, mettre fin à ses études en raison d'une grave maladie des yeux. Il travaille alors pour des ateliers de tissages lombards, puis pour deux maisons de commerce à Londres. En 1864, il devient membre de la société "Mitteilungen der Antiquarischen Gesellschaft in Zurich", présidé par son fondateur Ferdinand Keller.
En 1874, il se rend à Londres où il s'adonne au collectionnisme, dans un premier temps, des antiquités japonaises. Grâce aux réseaux d'affaires qu'il se tisse depuis Londres, il se constitue assez vite une collection variée de celles-ci.
Son mariage avec 1873 avec une anglaise issue des classes moyennes, Margaret Jennings, lui donne accès au monde diplomatique, et dont il élargit la collection de marque. Il collectionne des motifs de soie chinois et japonais, des curiosités exotiques.
En 1878, il retourne à Zurich sous l'impulsion de ses parents, où il  
est responsable de la vente de la soie asiatique, poste qu'il occupera pendant près de dix ans. Il a poursuivi ses activités de collection actives pour les antiquités suisses, en particulier pour les poêles en faïence de Winterthur fabriqués avec la technologie de la majolique et la porcelaine de Kilchberg, en plus de ses activités commerciales.
Nommé vice-consul d'Angleterre en 1886  sous le consul de Genève, il est amené durant cette même année à occuper la charge de consul, fonction qu'il conservera jusqu'en 1896, avant de prendre celle de consul-général avant de prendre sa retraite en 1916. Il est anobli en 1906 par le roi Edouard VII au rang de chevalier commandeur dans l'ordre de Saint-Michel et Saint-Georges.
Angst découvre, par hasard lors de son séjour en Angleterre, l'art de la porcelaine zurichoise, dont il devient un fin collectionneur. Puis, son intérêt s'ouvre à d'autres champs puis à toutes les antiquités, si bien que sa collection devient l'une des plus riches de Suisse. Cet intérêt le met en contact avec Ferdinand Keller et le professeur Friedrich Salomon Vögelin (de), ainsi que Johann Rudolf Rahn (de), avec lesquels il forma, en vue de l'exposition nationale de 1883, un groupe d'Art ancien. Vögelin, membre du conseil national, avait proposé au parlement en 1880 à fonder un musée national, en vain. Cette fois-ci, appuyé par Angst et Rahn (Keller étant décédé en 1881), il parvient à faire passer son idée devant le parlement, et en 1886 paraît un arrêté fédéral sur la conservation et l'acquisition d'objets d'arts et d'antiquités. Angst est alors nommé au sein d'une commission fédérale, dans laquelle ses talents de commerçant et de collectionneur seront précieuses. En 1892, le Conseil fédéral le nomme directeur du futur musée, qui sera inauguré en 1898. Il demeurera directeur jusqu'en 1904, récoltant de multiples honneurs, dont la bourgeoisie d'honneur de la ville et un doctorat honoraire de l'Université de Zurich. Après sa démission, il est chargé par les autorités zurichoises de représenter les intérêts de la ville au sein de la commission fédérale chargée de l'administration du musée, fonction qu'il assumera jusqu'en 1917. Après cela, il continuera à s'impliquer dans la vie du musée, sans pour autant y tenir quelque charge officielle.
Après une première carrière de diplomate pendant laquelle il est en particulier Consul général d'Angleterre à Zurich de 1896 à 1916, il devient l'un des membres fondateurs du Musée national suisse en 1890 après avoir organisé une exposition à Zurich en 1883. Nommé le 18 mars 1892 comme premier directeur du musée suisse, avec comme directeur adjoint Josef Zem, il conserve ce poste jusqu'en 1903.
En plus de son poste de consul général, Heinrich Angst est devenu le premier directeur du Musée national suisse de 1892 à 1903 et a contribué une partie considérable de sa collection privée, en particulier dans le domaine de la céramique suisse. Son double mandat a rencontré une résistance croissante au fil du temps et quand en 1903 on lui a donné le choix d'agir comme directeur ou consul général, il a choisi ce dernier et a démissionné en tant que directeur du Musée d'État à la fin de l'année. Il a travaillé comme membre influent de la Commission des musées d'État jusqu'en 1916. Il a laissé la grande collection de poêles et de plaques de poêle au Musée d'État, en échange il a reçu une pension à vie de l'institution.
À partir de 1892, il collabore aux travaux de transformation du château de Ripaille comme conseiller artistique de Frédéric Engel-Gros.
Heinrich Angst était l'un des meilleurs connaisseurs d'antiquités de Suisse. Dans son testament, il a déterminé une somme importante pour la recherche sur le lac de Morat pour les armures et les armes bourguignonnes à condition que les découvertes restent à Morat. Il légua sa riche collection d'illustrations et de vestiges historiques à la municipalité de Regensberg.  Une liste des biens de Heinrich Angst est conservée à la Bibliothèque centrale de Zurich.
La ville de Zurich a accordé à Heinrich Angst des droits civils pour ses services. L'Université de Zurich et l'université Harvard lui ont décerné un doctorat honorifique.